# Kollisionen mellan Andromedagalaxen och Vintergatan
Den förväntade kollisionen mellan Andromedagalaxen och Vintergatan antas inträffa om cirka 2-5 miljarder år, och leda till bildandet av en elliptisk blobgalax vid namn Andromedagatan eller Vinterandromeda.
Den så kallade "kollisionen" väntas snarare handla om en lugn hopblandning än någon våldsam smäll.
Att kollisionen kommer att inträffa bekräftades 2012, efter att tidigare ha varit en teori. Jorden kommer vid denna tid att vara obeboelig eftersom Solen då kommer att ha börjat öka i strålning.